# Tchagra
Tchagra és un gènere d'ocells de la família dels malaconòtids (Malaconotidae). Estan estretament relacionats amb els veritables lànids (Laniidae), i que una vegada es van incloure en aquest grup.

## Descripció
Es tracta d'ocells de cua llarga, normalment amb l'esquena grisa o gris-marró, ales marrons i parts inferiors grises i blanquinoses. El patró del cap és distintiu, amb un casquet fosc i una banda ocular negra separats per un supercili blanc. El bec és fort i aguilenc. El mascle i la femella són similars en plomatge a totes les espècies de txagra, però es distingeixen dels ocells immadurs.
Són ocells solitaris que tendeixen a amagar-se a baix o a terra. Els reclams són caresterìtics i recorden xiulades i es poden fer presents fàcilment imitant el reclam, presumiblement perquè a la txagra li preocupa que hi hagi un intrús al seu territori.
Es tracta d'espècies típicament de matolls, boscos oberts, semidesèrtics i de cultiu a l'Àfrica subsahariana. Cacen insectes grossos des d'una perxa baixa en un arbust, i les espècies més grosses com la txagra de coroneta negra també capturen vertebrats com granotes i serps.

## Llistat d'espècies
El gènere Tchagra va ser introduït pel naturalista francès René Lesson el 1831 amb la txagra del Cap com a espècie tipus.
Anteriorment, la txagra d'aiguamoll (Bocagia minuta) era inclosa en aquest gènere.
La subespècie angolesa de tchagra d'aiguamoll, més fosca, de vegades es pot trobar separada com a tchagra d'Anchieta, (Tchagra anchietae), que el 1869 va rebre el nom de l'explorador portuguès José Alberto de Oliveira Anchieta pel zoòleg compatriota José Vicente Barbosa du Bocage.
Segons la Classificació del Congrés Ornitològic Internacional (versió 15.1, 2025) aquest gènere està format per 4 espècies:
- txagra de coroneta bruna (Tchagra australis).
- txagra de James (Tchagra jamesi).
- txagra del Cap (Tchagra tchagra).
- txagra de coroneta negra (Tchagra senegalus).